# Pierz
Pierz ist eine Kleinstadt (mit dem Status „City“) im Morrison County im US-amerikanischen Bundesstaat Minnesota. Das U.S. Census Bureau hat bei der Volkszählung 2020 eine Einwohnerzahl von 1.418 ermittelt.

## Geografie
Pierz liegt unweit des geografischen Zentrums von Minnesota auf 45°58′54″ nördlicher Breite und 94°06′17″ westlicher Länge. Die Stadt erstreckt sich über eine Fläche von 3,5 km².
Benachbarte Orte von Pierz sind Lastrup (9,9 km nordöstlich), Hillman (20,1 km östlich), Genola (an der südlichen Stadtgrenze), Buckman (10,5 km südlich) und Little Falls (21,4 km westlich).
Die nächstgelegenen größeren Städte sind Minneapolis (154 km südöstlich), Minnesotas Hauptstadt Saint Paul (176 km in der gleichen Richtung), Duluth am Oberen See (226 km nordöstlich), Sioux Falls in South Dakota (407 km südwestlich), Fargo in North Dakota (258 km nordwestlich) und Eau Claire in Wisconsin (306 km südöstlich).

## Verkehr
Die Minnesota State Routes 27 und 27 verlaufen auf einem gemeinsamen Streckenabschnitt in Nord-Süd-Richtung als Hauptstraße durch Pierz. Alle weiteren Straßen sind untergeordnete Landstraßen, teils unbefestigte Fahrwege sowie innerörtliche Verbindungsstraßen.
Mit dem Little Falls/Morrison County Airport liegt 23,8 km westlich ein kleiner Flugplatz. Der nächste internationale Flughafen ist der Minneapolis-Saint Paul International Airport (177 km südöstlich).

## Geschichte
Die Geschichte von Pierz begann 1869, als die auch heute noch bestehende Pierz Township angelegt wurde. Benannt wurde die Township nach dem aus Slowenien stammenden katholischen Priester Francis Xavier Pierz. Im Jahr 1892 wurde der heutige Ort, der zuvor als Rich Prairie bekannt war, in Pierz umbenannt und als selbstständige Gemeinde inkorporiert.
Um die 1888 errichtete katholische St. Josephs Kirche, die auch heute noch das Stadtbild prägt, siedelten sich zunehmend katholische deutsche Einwanderer an. Etwa 80 Prozent der heutigen Bewohner sind deutscher Abstammung.
Der fruchtbare Boden der Gegend wurde zur Grundlage für wirtschaftliche Entwicklung der Stadt. Zahlreiche auf der Agrarwirtschaft basierende Betriebe siedelten sich neben Holzindustrie, Einzelhändlern und Handwerksbetrieben an.

## Demografische Daten
Nach der Volkszählung im Jahr 2010 lebten in Pierz 1393 Menschen in 585 Haushalten. Die Bevölkerungsdichte betrug 398 Einwohner pro Quadratkilometer. In den 585 Haushalten lebten statistisch je 2,23 Personen.
Ethnisch betrachtet setzte sich die Bevölkerung zusammen aus 98,6 Prozent Weißen, 0,1 Prozent amerikanischen Ureinwohnern, 0,2 Prozent Asiaten sowie 0,1 Prozent aus anderen ethnischen Gruppen; 0,9 Prozent stammten von zwei oder mehr Ethnien ab. Unabhängig von der ethnischen Zugehörigkeit waren 0,6 Prozent der Bevölkerung spanischer oder lateinamerikanischer Abstammung.
24,5 Prozent der Bevölkerung waren unter 18 Jahre alt, 48,2 Prozent waren zwischen 18 und 64 und 27,3 Prozent waren 65 Jahre oder älter. 58,7 Prozent der Bevölkerung war weiblich.

Das mittlere jährliche Einkommen eines Haushalts lag bei 31.964 USD. Das Pro-Kopf-Einkommen betrug 21.067 USD. 14,6 Prozent der Einwohner lebten unterhalb der Armutsgrenze.

## Bekannte Bewohner
- John Stumpf (* 1953) – leitet seit 2010 das Unternehmen Wells Fargo – geboren in Pierz